# Gravatamberus nidularium
Gravatamberus nidularium är en tvåvingeart som beskrevs av Mendes och Andersen 2008. Gravatamberus nidularium ingår i släktet Gravatamberus och familjen fjädermyggor. Inga underarter finns listade i Catalogue of Life.